# Plesiophrictus fabrei
Plesiophrictus fabrei är en spindelart som först beskrevs av Simon 1892.  Plesiophrictus fabrei ingår i släktet Plesiophrictus och familjen fågelspindlar. Inga underarter finns listade i Catalogue of Life.